# Strugari (gmina)
Strugari – gmina w Rumunii, w okręgu Bacău. Obejmuje miejscowości Cetățuia, Iaz, Nadișa, Petricica, Răchitișu i Strugari. W 2011 roku liczyła 2507 mieszkańców.